# Clement de Favauge
Clement Alexander de Favauge (Maastricht, 20 juli 1774 - Zutphen, 1 februari 1858) was een Nederlands generaal-majoor bij de infanterie van het Nederlandse leger. 
De Favauge had in 1832 de door Fransen en opstandige Belgen belegerde citadel van Antwerpen de leiding over de infanterie. Hij voerde 117 officieren en 3750 onderofficieren en manschappen aan en stond voor het probleem dat de citadel te klein was om zoveel militairen veilig in onder te brengen. Na een felle strijd moesten de verdedigers onder generaal Chassé zich overgeven. Zij geraakten in Franse krijgsgevangenschap. Op 2 februari 1833 werd de Favauge benoemd tot commandeur in de Militaire Willems-Orde.
In december 1831 ontving de Favauge de Medaille van de Commissie van Erkentenis, geschonken door de Amsterdamse "Commissie van Erkentenis" als huldebetoon aan de verdedigers van de Citadel van Antwerpen in goud.
Deze medaille werd uitgereikt aan de leden van de Raad van Defensie van de Citadel van Antwerpen. Deze kregen de medaille met een inscriptie. Koning Willem I, de prins van Oranje en prins Frederik der Nederlanden ontvingen een medaille met een lege keerzijde. Voor verzamelaars waren er medailles met vijf ingeslagen roosjes op de keerzijde beschikbaar. Sommige medailles, het zijn legpenningen, zijn later draagbaar gemaakt. Men droeg ze aan een oranje lint.

## Militaire loopbaan
- Cadet: 1786[1][2]
- Eerste luitenant: 1791[1][2]
- Kapitein:[1]
- Luitenant-kolonel: 1807[1][2]
- Majoor: 1812[1]
- Kolonel: 1820[1][2]
- Generaal-majoor: 1825[1][2]
- Luitenant-generaal: 27 april 1840[1][2]

## Onderscheidingen
- Ridder in de Orde van de Unie in 1807[1]
- Officier in het Legioen van Eer[1]
- Commandeur in de Militaire Willems-Orde op 2 februari 1833 als Generaal-majoor voor "het beleg van de citadel 28 november - 29 december 1832"[3][1][2]
- Ridder der derde klasse in de Militaire Willems-Orde op 28 november 1831 als Generaal-majoor voor het "bestrijden opstand in de vesting Antwerpen en omstreken eind oktober 1830"[4][1][2]
- Ridder in de Orde van de Nederlandse Leeuw[1][2]
- Medaille wegens de belegering van de Citadel van Antwerpen[1][2]
- Metalen Kruis 1830-1831[1][2]